# Exploratorul
Exploratorul este un film românesc din 2013 regizat de Titus Muntean, Xantus Gabor. Rolurile principale au fost interpretate de actorii Cristian Lascu.

## Distribuție
Distribuția filmului este alcătuită din:
- Philippe Lebaron
- Bernard de Gerlache
- Alexandru Marinescu
- Cristian Lascu

## Primire
Filmul a fost vizionat de 208 spectatori de spectatori în cinematografele din România, după cum atestă o situație a numărului de spectatori înregistrat de filmele românești de la data premierei și până la data de 31 decembrie 2014 alcătuită de Centrul Național al Cinematografiei.